# 아이파크몰
아이파크몰은 HDC그룹의 HDC아이파크몰에서 운영하는 대형쇼핑몰이다.
- 아이파크몰 용산점
- 아이파크몰 고척점